# Luke Watt
Luke Watt (* 20. Juni 1997 in Glasgow, Schottland) ist ein schottischer Fußballspieler, der beim FC Motherwell unter Vertrag steht.

## Karriere
Der in der schottischen Stadt Glasgow geborene Watt begann seine Karriere beim FC Motherwell. Für den Verein gab er sein Debüt als Profi am 20. Spieltag der Saison 2014/15 gegen den FC Aberdeen am 4. Januar 2015. Im März des gleichen Jahres verlängerte er seinen Vertrag in Motherwell bis 2018. Bis zum Ende der Saison absolvierte er vier weitere Spiele als Linksverteidiger. Von August 2016 bis Januar 2017 wurde Watt an den FC Stranraer verliehen. Von Februar bis Juni 2017 an den FC East Fife, und im August 2017 an den Airdrieonians FC.